# Eustomias enbarbatus
Eustomias enbarbatus és una espècie de peix de la família dels estòmids i de l'ordre dels estomiformes.

## Morfologia
- Els mascles poden assolir 21,4 cm de longitud total.[4][5]

## Hàbitat
És un peix marí i d'aigües subtropicals que viu entre 0-800 m de fondària.

## Distribució geogràfica
Es troba a l'Atlàntic oriental (des del Sàhara Occidental fins a Namíbia, llevat del golf de Guinea), a l'Atlàntic occidental (des dels Estats Units fins a l'Argentina, incloent-hi el Carib), l'Índic i el Pacífic.